# Haalsiepen
Haalsiepen ist eine Ortslage im Stadtteil Aufderhöhe der bergischen Großstadt Solingen.

## Lage und Beschreibung
Der Ort liegt unmittelbar östlich der Bahnstrecke Haan-Gruiten–Köln-Deutz entlang der Nußbaumstraße und südwestlich der Spar- und Bauvereinssiedlung (SBV) Börkhauser Feld. Große Teile des Ortes bestehen heute aus einer ab Ende der 1990er Jahre entstandenen Wohnsiedlung aus Einfamilienreihenhäusern neben der Eisenbahnstrecke. Benachbarte Ortslagen sind bzw. waren (von Nord nach West): Pohligshof, Börkhaus, Nußbaum, Löhdorf, Aufderhöhe, Josefstal, Kesselsweiher, Höher Heide, Tränke und Bodlenberg.

## Etymologie
Bei dem Ortsnamen soll es sich um eine Zusammensetzung aus dem Wort Haal- für trocken und -siepen für einen kleinen Bachlauf handeln. Der Name deutet demnach auf einen ausgetrockneten Bachlauf hin.

## Geschichte
Haalsiepen entstand vermutlich am Ende des 19. Jahrhunderts auf der Basis eines Einzelhauses nördlich der Straße von Aufderhöhe nach Tränke neben der bis 1867 erbauten Bahntrasse. Haalsiepen lag in der Stadt Höhscheid unmittelbar an der Stadtgrenze zu Merscheid (ab 1891 Ohligs genannt). In der Topographischen Karte des Regierungsbezirks Düsseldorf von 1871 ist der Ort noch nicht verzeichnet. Er erscheint erst in der Preußischen Neuaufnahme von 1893 als Haalsiepen benannt sowie in der Karte Stadt- und Landkreis Solingen des Landmessers August Hofacker von 1898 ebenfalls als Haalsiepen benannt.
Mit der Städtevereinigung zu Groß-Solingen im Jahre 1929 wurde Haalsiepen ein Ortsteil Solingens. Das relativ dünn besiedelte Gebiet des heutigen Stadtteils Aufderhöhe wurde ab der zweiten Hälfte des 20. Jahrhunderts eine der bevorzugten Wohnlagen in Solingen. Begünstigt haben diese Entwicklung die ausreichende Verfügbarkeit von geeignetem Bauland, die im Vergleich zu den übrigen Stadtteilen weniger zerklüftete Topographie sowie die Nähe zu der Anschlussstelle Solingen an die Autobahn 3 bei Landwehr. Im Zuge der Errichtung der SBV-Wohnsiedlung am Börkhauser Feld ab 1999 startete auch in Haalsiepen ein Wohnungsbauprojekt, bei dem unmittelbar neben der Bahnstrecke zahlreiche Wohnhausneubauten in Form von Reihenhäusern entstanden. Angelehnt an die alte Ortsbezeichnung wurde eine weitere bis 2000 neu angelegte Straße im Süden des Ortes Im Haalsiefen genannt.